# Miklós Lendvai
Miklós Lendvai (* 7. April 1975 in Zalaegerszeg; † 20. Februar 2023) war ein ungarischer Fußballspieler.

## Leben
Miklós Lendvai begann 1991 seine Karriere beim Zalaegerszegi TE FC, ehe er 1996 zu Girondins Bordeaux wechselte. Nach einem Jahr zog er weiter in die Schweiz zum FC Lugano, wo er sich jedoch ebenfalls nicht durchsetzen konnte. Aus diesem Grund kehrte Lendvai in sein Heimatland zurück und war eine Spielzeit bei Ferencváros Budapest aktiv. Danach folgten mit dem KFC Verbroedering Geel, dem KFC Germnial Beerschot und Sporting Charleroi drei Stationen in Belgien. Zwischendurch war er zudem für den Fehérvár FC aktiv. Über Aris Limassol kehrte er wieder nach Ungarn zurück, wo er sich dem Győri ETO FC anschloss, ehe er wieder zum Zalaegerszegi TE FC wechselte und dort seine Karriere beendete.
Für die ungarischen Nationalmannschaft absolvierte er 23 Länderspiele. Zudem gehörte Lendvai zum Olympiakader bei den Sommerspielen 1996 in Atlanta.